# 61e brigade d'infanterie de marine de la Garde
Pour les articles homonymes, voir 61e brigade.
Ne doit pas être confondu avec 61e régiment d'infanterie de marine.
La 61e brigade d'infanterie de marine de la Garde (en russe : 61-я гвардейская бригада морской пехоты) est une unité amphibie de la marine russe. En service dans la flotte du Nord, elle est casernée à Spoutnik, dans l'oblast de Mourmansk.
Elle porte le titre honorifique Kirkinesskaïa, « de Kirkenes » (en référence à la prise de cette ville norvégienne en 1944), ainsi que l'ordre du Drapeau rouge.

## Historique
Elle est issue du 61e régiment de fusiliers de la 45e division de fusiliers, formé en 1943 et devenu en 1957 le 61e régiment de fusiliers motorisés de la 131e division de fusiliers motorisés. En 1966, l'unité devient un régiment indépendant d'infanterie de marine, rattaché à la flotte du Nord. En 1979, le régiment devient une brigade.
La brigade est réduite à la taille d'un régiment de 2009 à 2014. 
Il a été signalé qu'à partir de février 2022, accompagné des navires de débarquement Olenegorskiy Gornyak, Gueorgui Pobedonossets et Piotr Morgunov, des unités de la brigade ont été transférées en mer Noire dans le cadre d’une force opérationnelle amphibie qui a participé à l'invasion de l'Ukraine.
 
Le 7 mars, l'armée ukrainienne annonce avoir tué le lieutenant-colonel Dmytro Safronov, commandant du bataillon de marines de la brigade, lors de la libération de Tchouhouïv près de Kharkiv. 
En 2023, la brigade était stationnée dans la péninsule de Kinbourn. Début septembre, une partie de la brigade est transférée dans la raïon de Bakhmout
En février 2024, elle reçoit le titre d'unité de la Garde et est déplacée, au printemps 2024, dans le delta du Dniepr dans l'oblast de Kherson,.

## Composition
En 1989 :
- 874e bataillon d'infanterie de marine ;
- 875e bataillon d'infanterie de marine ;
- 876e bataillon d'assaut aéroporté ;
- 883e bataillon cadre d'infanterie de marine ;
- 886e bataillon de reconnaissance ;
- 101e bataillon de chars ;
- 1611e groupe (divizion) d'artillerie automotrice ;
- 1614e groupe d'artillerie à roquettes ;
- 1617e groupe de missiles antiaériens ;
- 1620e groupe d'artillerie antichar.

Au début des années 2020 :
- quartier-général de la brigade ;
- 874e bataillon d'infanterie de marine ;
- 876e bataillon d'assaut aéroporté ;
- 886e bataillon de reconnaissance ;
- 125e bataillon de chars ;
- 1611e groupe d'artillerie automotrice ;
- 1591e groupe d'artillerie automotrice ;
- 1617e groupe d'artillerie antiaérien (anti-missiles et anti-aéronefs).

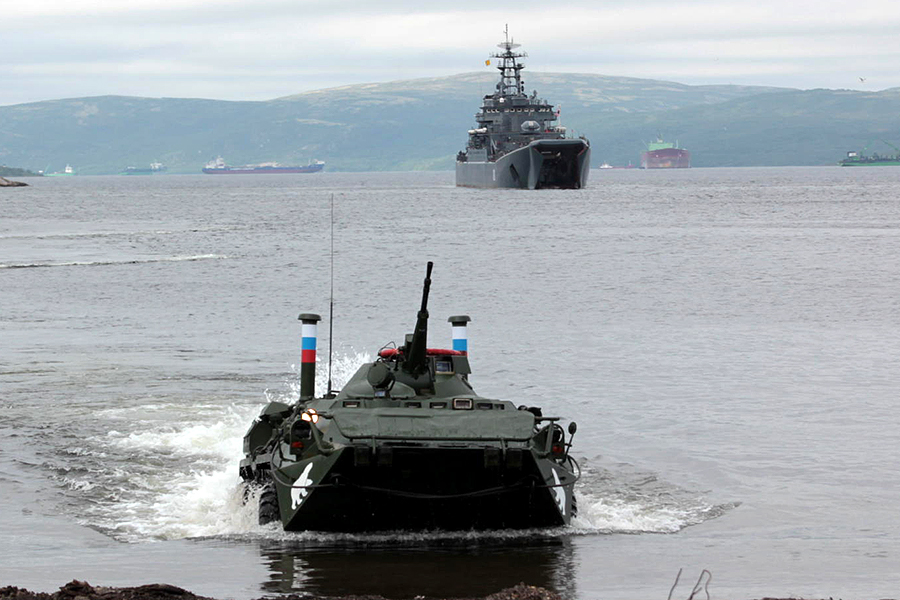
Débarquant avec schnorchel.
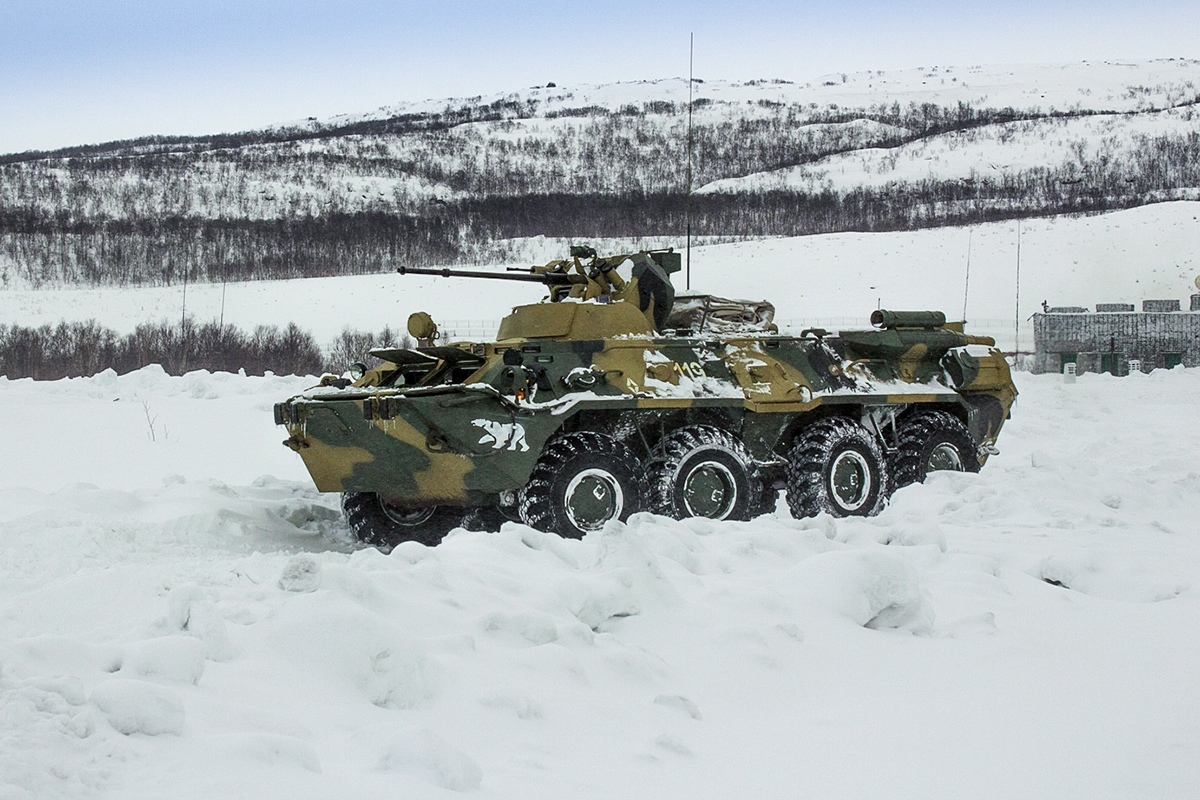
Un BTR 82 en hiver.
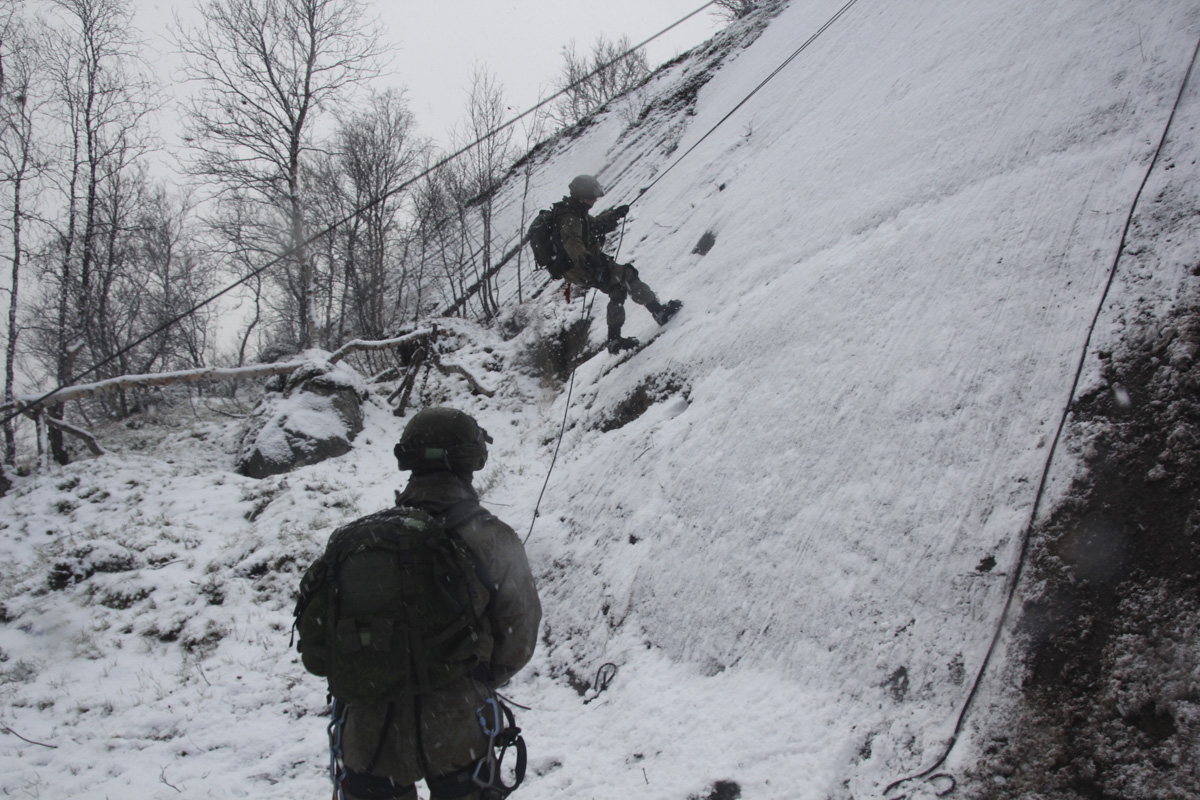
Entrainement en montagne du 886e bataillon de reconnaissance.